# Gudule de Bruxelles
Pour les articles homonymes, voir Gudule.
Sainte Gudule de Bruxelles (ou Gudule de Moorsel), née à Moorsel et décédée en ce lieu vers 714 (sans doute un 8 janvier), est une sainte catholique et orthodoxe fêtée le 8 janvier.
Ayant vécu dans le pagus de Brabant, elle est la sainte patronne de la ville de Bruxelles dont la cathédrale est consacrée à son nom.
Elle a mené une vie pieuse exemplaire, mais n'était pas religieuse. Sa relique fut vénérée au monastère de Moorsel dès le VIIIe siècle.

## Biographie
Selon la Vita Gudilae anonymo, écrite en 1048 par Onulphe d'Hautmont, hagiographe à l'abbaye d'Hautmont, Gudule était la fille du duc lotharingien et comte du Brabant Witger et de sainte Amalberge de Maubeuge. Elle passa sa jeunesse auprès de Gertrude de Nivelles (sa marraine) qui lui donna une bonne formation religieuse.
Dès son plus jeune âge, elle vécut dans une atmosphère de piété et de soumission à Dieu. C'était, selon les légendes, une petite fille « chaste de corps, chaste d’esprit, affable envers tous, remarquable par sa patience et son humilité, forte dans sa foi ».
À la mort de sainte Gertrude, Gudule retourna dans son château natal de Moorsel où elle vécut le reste de ses jours. Elle se consacra entièrement à Dieu, jeûnant et priant avec zèle. Chaque matin, elle allait à l'église du Saint-Sauveur, qui était à deux lieues de sa maison à Moorsel. Elle portait une lanterne que le diable éteignait afin qu'elle s'égare. Un ange lui était envoyé pour rallumer la lanterne.

## Culte et vénération

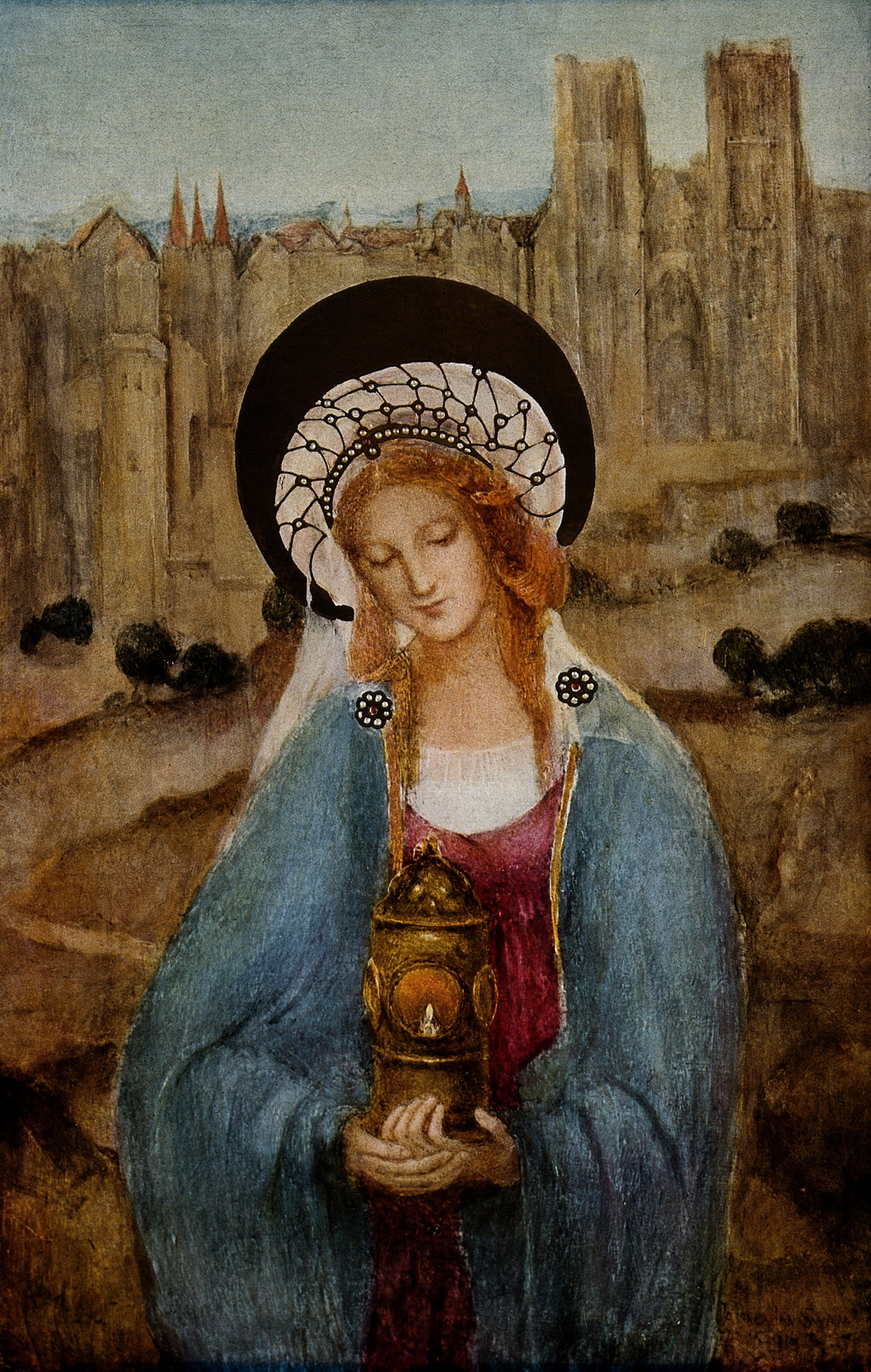
Sainte Gudule.

- Sainte Gudule fut d'abord enterrée à Ham, (probablement Hamme près d'Asse) et fut transférée après à l'église de Moorsel. Le duc Charles de Basse-Lotharingie opéra la translation de ses reliques vers l'église Saint-Géry de Bruxelles.
- En 1047, Lambert II de Louvain, comte de Bruxelles, fonda avec sa femme Oda de Verdun le chapitre de Sainte Gudule dans l'église Saint Michel - qui en devint 'église collégiale' -  et y fit transférer les reliques de la sainte.
- Plus tard, un nouvel édifice fut érigé sur le site de l'église Saint-Michel. Elle porte à la fois les noms de Saint Michel, patron de Bruxelles, et celui de Sainte Gudule sous le nom de cathédrale Saints-Michel-et-Gudule de Bruxelles. Mais, souvent, les Bruxellois l'appellent familièrement la cathédrale Sainte-Gudule. En réalité, la population bruxelloise utilise encore l’ancienne appellation de la cathédrale. L’autorité communale de Bruxelles-ville l’avait rebaptisée cathédrale Saint-Michel pour honorer son saint patron. La population refusa le changement et continua d’appeler la cathédrale Sainte-Gudule. À la suite de cet échec, l’autorité communale rebaptisa une nouvelle fois la cathédrale par son nom actuel de cathédrale Saint-Michel-et-Sainte-Gudule. Elle deviendra une cathédrale au XXe siècle, après avoir connu une reconstruction dès le XIIIe siècle, dans le style ogival, appelé plus tard gothique. Elle se présente sous l'aspect typique de plusieurs cathédrales européennes avec deux tours massives précédant le corps principal. Mais, alors que dans les cathédrales françaises une rosace en façade éclaire la nef, dans le cas de Sainte Gudule, c'est une grande fenêtre en ogive qui occupe la façade. C'est le style brabançon qui différencie Sainte-Gudule de Notre-Dame de Paris.

## Dans la culture populaire

### Dictons
- Au jour de Sainte-Gudule, le froid ne recule[4].

## Éditions de l'hagiographie
Son hagiographie est entamée en 1047, année de la translation de ses reliques du bas vers le haut de la ville de Bruxelles.
- Vita prima sanctae Gudilae auctore anonymo = Narrative Sources, G201. BHL 3685. Acta Sanctorum Januarii I, 'De S. Gudila Virgine, Alia Vita Auctore Anonyma', 524-530; Ghesquières et Smetius, Acta Sanctorum Belgii Selecta V, 716-734.
- Vita ampliata sanctae Gudilae auctore Huberto = Narrative Sources, H052. BHL 3684. Acta Sanctorum Januarii I, 'De S. Gudila Virgine', 513-524; Ghesquières et Smetius, Acta Sanctorum Belgii Selecta V, 689-716. Partiellement aussi dans les Monumenta Germaniae Historica, Scriptores XV-2, 1200-1203.

### Bibliographie

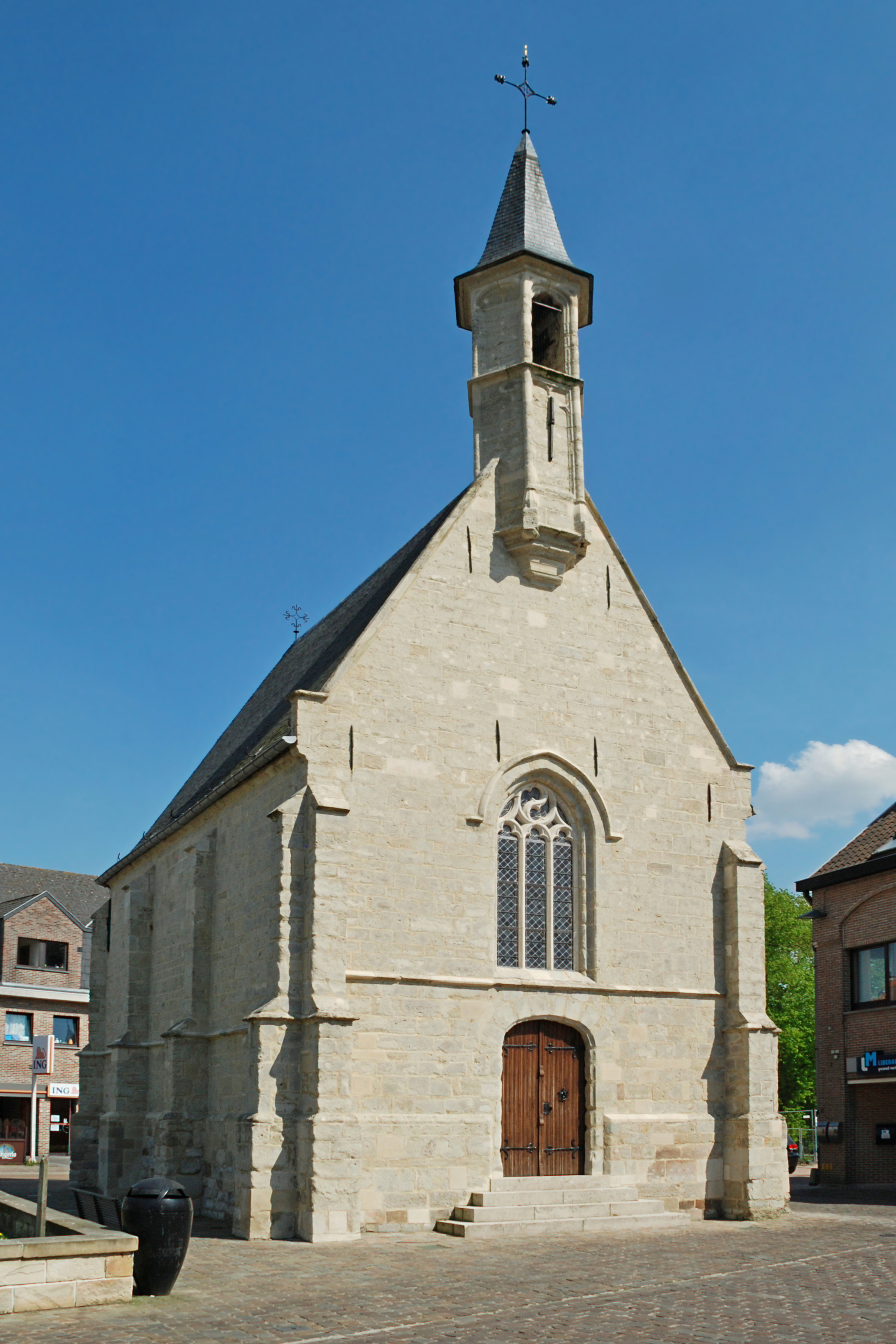
Chapelle Sainte-Gudule de Moorsel.